# Психология
Психологията (от гръцки: ψυχή – душа, дух, пеперуда, λόγος – наука) е наука, която изучава закономерностите на психическата дейност, както и учебен предмет по тази наука.
Професионален практикуващ и изследовател, участващ в дисциплината се нарича психолог. Психолозите могат да бъдат класифицирани като социални, поведенчески и когнитивни учени. Някои от тях се опитват да разберат ролята на психичните функции в индивидуалното и социалното поведение. Освен това други изследват физиологичните и биологичните процеси, които са в основата на когнитивните функции и поведения. Психолозите изследват поведението и психичните процеси, включително възприятие, познание, внимание, емоции, интелигентност, субективни преживявания, мотивация, функциониране на мозъка и човешката личност. Интересите на психолозите се разпростират върху междуличностните отношения, психологическата устойчивост, устойчивостта на семейството и други области в социалната психология. Психолозите също разглеждат несъзнателния ум Изследователските психолози използват емпирични методи, за да направят извод за причинно-следствени и корелационни връзки между психосоциалните променливи. Някои, но не всички, клинични и консултативни психолози разчитат на символична интерпретация.
Докато психологическите знания често се прилагат за оценка и лечение на психични проблеми, те също са насочени към разбиране и решаване на проблеми в няколко сфери на човешката дейност. Според много сведения психологията в крайна сметка има за цел да бъде в полза на обществото.
Много психолози участват в някакъв вид терапевтична роля, практикувайки в клинични, консултативни или училищни условия. Други психолози провеждат научни изследвания по широк спектър от теми, свързани с психичните процеси и поведение. Обикновено последната група психолози работят в академични среди (напр. университети, медицински училища, болници). Друга група психолози са заети в индустриални и организационни условия. И други участват в работата по човешкото развитие, стареенето, спорта, здравеопазването, криминалистиката и медиите.

## История

### Корените на психологията
Първото философско учение за душата се нарича анимизъм (от латински: anima – душа). Според него душата е независима същност, отделена от тялото и способна да управлява всички живи и неживи предмети. То възникнало около 10 000 г. пр.н.е. Чрез това учение древните си обяснявали каква е разликата между будния и заспалия човек, между живия и мъртвия. Духовете им давали добро обяснение за това, тъй като смятали, че те са всеобхватни и владеят всичко във Вселената. Така например считали, че душата е напуснала мъртвия завинаги, а при заспалия душата му временно се е изселила и се връща при него на сутринта.
Според основоположниците на атомическото учение Левкип и Демокрит светът е изграден от множество малки неделими частици, наречени атоми. Най-малките и най-подвижните от тях са атомите на душата. Според това учение всичко е възникнало от взаимодействието на невидими тела, като атомите се сблъсквали, отскачали и свързвали в безкрайната празнота. Атомистите отричали божествената намеса в сътворението на всичко, твърдейки, че светът е изцяло създаден от физическо взаимодействие на тела и частици. Аристотел в своя трактат „За душата“ обяснява чрез динамиката на атомите процесите на възприятие, памет, мисъл, сънища.
Според идеализма душата е безсмъртна (тоест, приема идеята за прераждането) и нематериална, тя усеща, мисли, помни и преживява. Душевните явления се разделят на разум (в главата), мъжество, или воля (в гърдите) и въжделение, или мотивация (в коремната кухина). Защитава идеята, че психиката е свръхествествено явление, което не може да бъде обяснено с материална причина.
Механистическото учение възниква за първи път през XVII век и според него всички естествени процеси се определят на механическо равнище и се обясняват от законите на физиката, химията, математиката и др. Отрича се съществуването на вътрешния свят. Емпиризмът (от емпирия – опит) е учение от началото на XVIII век, според което знанието се придобива само чрез чувствения опит. Според основателят му Джон Лок човек се ражда като „чиста дъска“ (на латински: tabula rasa), върху която времето може да запише различни неща. Според това разбиране човек не се ражда добър или лош, умен или глупав, а именно социалната му среда формира качествата, талантите и пороците му.
Първата употреба на термина „психология“ е често приписвана на германския схоластичен философ Рудолф Гьокел и е публикувана за пръв път през 1590 година. Повече от шест десетилетия по-рано хърватският хуманитарист Марко Марулич използва термина в заглавието на творба, която впоследствие е загубена. Това вероятно не е първата употреба на термина, но е най-ранната документирана такава. Терминът не става популярен докато германския идеалистически философ Кристиян Волф (1679 – 1754) не го използва в своята Psychologia empirica and Psychologia rationalis (1732 – 1734).

### Съвременната психология
През 1879 г. германецът Вилхелм Вунд, често определян като основоположник на експерименталната психология, създава първата в света психологична лаборатория в Лайпцигския университет. Основен метод на изследване в нея е интроспекцията или самонаблюдение. През 1904 г. двама от българските ученици на Вунд създават първата в България лаборатория по психология в Софийския университет „Св. Климент Охридски“.
През 1880 г. американският философ Уилям Джеймс публикува книгата си „Принципи на психологията“, в която очертава много от основните въпроси на психологията. Школата на Джеймс става известна като функционализъм и се занимава с ролята на разума за адаптиране на организма към обкръжаващата го среда. Други учени с по-значителен принос към психологията на 19 век са германецът Херман Ебингхаус, пионер в експерименталните изследвания на паметта, който открива кривите на научаване и забравяне, и руският физиолог Иван Павлов, който открива ролята на условните рефлекси в процеса на учене.
През 90-те години на 19 век австрийският невролог Зигмунд Фройд създава метод на психотерапия, известен като психоанализа. Разбиранията на Фройд за ума са базирани на интроспективните методи и интроспекцията и се фокусират главно в разрешаване на умствени проблеми и психопатология. Теориите на Фройд стават много известни, главно защото разглеждат теми като сексуалността и въздържанието от научна гледна точка. Тези теми били табу по онова време и Фройд ги поднася за свободно обсъждане в обществото. Въпреки че днес теориите на Фройд търпят силна критика и не се използват широко в съвременните психологични отдели, неговата идеи за приложението на психологията като медицинско лечение имат своята стойност.
Отчасти като реакция на съзнаваното и неосъзнаваното в психологията на Фройд и фокусирането му върху възстановяване на детските спомени, през първите десетилятия на 20 век възниква бихевиоризмът. Създаден от психолози като Джон Уотсън и Едуард Толмен, бихевиоризмът почива на изучаване на животинското поведение. Според бихевиористите психологията трябва да е наука за поведението, за поведенческите актове, а не за ума и отхвърлят идеята, че умствени идеи като вярванията, желанията или целите трябва да се изучват научно. Бихевиоризмът оказва голямо влияние в психологията през първата половина на 20 век.
Гещалтпсихологията, създадена също през първите десетилетия на 20 век от Макс Вертхаймер изучава възприятието като цялостен образ и характеристиките на обучението. Хуманистичната психология възниква през 50-те години на 20 век. Тя налага феноменологичен поглед върху човешкия опит и се опитва да разбере човешките същества и поведението им чрез проучване на качествата им. Поставя акцент върху личността като уникална ценностна система. С развитието на компютърните технологии възниква уподобяването на мозъчните функции на процесите за обработка на информацията в компютрите. Този подход, заедно с научния метод за изучаване на мозъка и вярата в различните вътрешни състояния на мозъка, извеждат когнитивизма като господстващ модел на ума. Изучаването на връзките между мозъка и нервната система става по-популярно.

## Обект и предмет на психологията
Психологията описва и се опитва да обясни психиката – несъзнаваното, съзнанието, психичните явления (процеси, свойства и състояния), поведението и социалното поведение. Емпиричната психология е посветена главно на описване на човешкия опит и поведение. През последните 20 години психологията започна да изследва връзката между съзнанието и мозъка или нервната система. Все още не е ясен начинът, по който си взаимодействат: дали съзнанието определя състоянията на мозъка или състоянията на мозъка определят съзнанието, или и двете?
Обект на Психологията е психичният живот като цяло, психичните явления и поведението на индивида. Но не всичко, което се отнася към тях е и предмет на науката Психология. Това е така, защото не всичко в психичния живот на даден етап от развитието на индивида може да бъде достъпно за наблюдение и изследване. Предметът на Психологията се отнася до отделни нейни части от самия обект. Предмети на изучаване могат да бъдат: страни от поведенческия репертоар, нагласите, стереотипите, предразсъдъците, емоциите, възприятията, мисленето, паметта, съзнанието, волята, сфери от емоционалното или моралното развитие и др.

## Основни дялове на съвременната психология
Психологията може условно да се раздели на два относително самостоятелно развиващи се направления на научните изследвания – фундаментален и приложен.

### Фундаментален дял
Резултатите от изследванията на фундаменталната психология имат общо значение за разбирането и обяснението на поведението на хора и животни.

#### Биологична психология
Биологичната психология е научно изследване за биологичните корени на поведението и състоянията на ума. Поведението се контролира от централната нервна система, затова е важно да се изучи как функционира мозъка, за да бъде разбрано поведението.

#### Възрастова психология
Фокусира се върху развитието на човешкия ум през жизнения му път и се опитва да разбере как хората започват да възприемат, разбират, действат и как тези процеси се променят с възрастта им. Изследванията на деца включват много уникални методи като специално разработени игри и постановки, които са както приятни за децата, така и полезни за учените. Измислени са начини за проучване дори на новородени.

#### Генетическа психология
Генетическата психология изучава наследствените механизми на психиката и поведението и доколко наследствеността има значение във формирането на личността.

#### Диференциална психология
Диференциалната психология изучава индивидуалните различия в психическите процеси и поведението на хората и причините за тяхното възникване и развитие. Включва изучаването на знанията, способностите, настроенията. Възникнала е в опит да се измери интелигентността, но сега се фокусира върху измерването на личността, настроенията и вярванията, професионални постижения и здравни въпроси. Измерването на тези феномени е трудно и са възникнали много нови методи в опит да се определят тези феномени.

#### Зоопсихология и сравнителна психология
В българската и руската наука зоопсихологията е този вид психология, която търси отговорите на въпроси като могат ли животните да изпитват емоции, да мислят, имат ли съзнание. Занимава се с цялостната психика на животните и как тяхната нервна система влияе на поведението им. На английски този тип психология е известна под названието comparative psychology или компаративна (сравнителна) психология и има по-различен обсег от зоопсихологията в изследванията, които тук са свързани не толкова с фокусирането върху психология на животните, колкото в сравнителния подход между човешката психология и тази на животните от гледна точка на възможни еволюционни връзки.
Компаративната психология се занимава с изучаването на поведението и умствения живот на животните, свързана е с дисциплини извън психологията, които изучават поведението на животните като етологията. Макар че полето на психологията е основно заинтересовано от хората, поведението и умствените процеси на животните също са важна част от психологическите изследвания. Това или като предмет сам по себе си (например възприятие при животните и етология) или със силно ударение върху еволюционните връзки, а понякога по-скоро спорно като начин за вникване в човешката психология. Това се постига с начините на сравняване или чрез животинските модели на емоции и поведенчески системи, като наблюдавани в неврологията, например неврология на афектите и социалната неврология.

#### Когнитивна психология
Когнитивната психология изучава процесите, чрез които човек получава и преработва информация за света. Използва обработването на информация като рамка за разбиране на ума. Възприятието, научаването, разрешаването на проблеми, паметта, вниманието, езиците и емоциите са добре разработени области.
Когнитивната психология е преди всичко интердисциплинарен клон на науката. Еквивалент на когнитивната психология е гносеологията в рамките на философската наука. Когнитивните психолози не просто изучават произхода на психичните явления, но и анализират принципите, върху които човешкият разум структурира и организира своя опит. В рамките на когнитивното направление се извършва задължителна ратификация на универсалната структура на филогенетичните познания и строго индивидуалните метаморфози в онотогенетичното развитие на човека. Когнициите, подобно на компютърната томография или електроенцефалографията, визуализират нервната система като биологично поле или функционално равнище на психична активност. Когнитивната психология осъществява своята функционална предназначеност да съхранява в паметовите следи на дълготрайната памет специфичните кодове, които идентифицират условнорефлекторното значение на психогенезата. За разлика от бихевиористичната парадигма, когнитивната психология разглежда психичната топография не като прост математически сбор от механистични стумули и реакции, а като култивирано поле, в което са дислоцирани познанието и емпирията. Изследователските методи на когнитивната психология не подценяват поведенческата стратегия, върху която акцентира вниманието бихевиористичната концепция, а просто търсят други пътища, които да символизират социалните аспекти на съзнателната преработка на постъпващата информация от заобикалящата ни среда. Пример за подобни теоретични конфигурации са социо-когнитивните теории на Джуииан Ротър и Албърт Бандура.

#### Психология на личността
Психологията на личността изучава психологическите модели на поведение, мисли и емоции, често наричани индивидуалност, както и устойчивостта на личността. В тази област съществуват десетки теории, които се опитват да определят факторите на личността. Според Ханс Айзенк личността има три измерения: екстравертност-интровертност, невротизъм-емоционална стабилност и психотизъм. Пет-факторният модел на личността определя 5 относително независими измерения на характера: екстравертност, сговорчивост, съвестност, невротизъм и отвореност към нови преживявания.  Реймънд Кател предлага теория от 16 личностни фактора. Различен, но много известен подход към личността е този на Зигмунд Фройд. Според неговата структурна теория на личността тя се разделя на То (Ид), Аз (Его) и Свръх-Аз (Супер-Его). 

#### Психопатология
Психопатологията е наука за разнообразните прояви на разстройствата и отклоненията на психичната дейност. Понятието психопатология е съставено от гръцките думи: псухе (душа, дух, пеперуда), патос (болест, състояние), логос (учение). Дословно тя означава наука за болестите на психиката. Предмет на психопатологията са „психичните и поведенческите разстройства“, тяхната класификация и диагноза, както и методите на лечение и рехабилитация.
Разграничават се обща и специална психопатология. В общата се изучават разстройствата на възприятията и представите, мисленето, интелекта, паметта, волята, емоциите, съзнанието, а в специалната психопатология се разглеждат отделните психични заболявания, като шизофрении, афективни психози, неврози, психопатии, наркомании и т.н. Психопатологията е съставна част на по-обширната наука психиатрия.
Предметът на психопатологията се свежда преди всичко към описание и изучаване на проявите на психичните разстройства и отклонения, техните закономерности на възникване и протичане, и изменението им от влиянието на различните фактори на средата и особеностите на организма, както и разкриване на същността на индивидуалните особености на патологичния процес.

#### Социална психология
Социалната психология изучава природата и причините за социалното поведение на човек с акцент върху това как мислят хората и как общуват. Социалната психология се стреми да разбере как извличаме смисъл от различни социални ситуации. Основна задача на социалната психология е да изследва човека не като индивид, а като част от формални и неформални групи, както и начина на функциониране и развитие на тези групи. Социалните когниции са популярен подход и включват когнитивни и експериментални методи за разбиране на социалното поведение. Изследването на груповата динамика е друга важна зона от проучванията в социалната психология. В последните години много социални психолози стават все по-заинтересовани от имплицитните мерки, медиативни модели и взаимодействието между личността и социалните изменения за отчитане на поведението.

#### Сравнителна психология
Изучава връзката между развитието на психиката във филогенеза (процес на развитие на животниския свят) и антропогенеза (процес на възникване и развитие на човека). Въпреки че психологията се интересува главно от хората, поведението и умствените процеси на животните също са важна част от психологическите изследвания.

### Приложен дял
Приложният дял на психологията се занимава с изследвания в различни сфери на човешката дейност и най-вече в професионалните сфери.

#### Патопсихология
Патопсихологията е наука, изучаваща анормалните поведения с цел да ги опише, предвиди, обясни и промени. Патопсихологията изучава природата на психопатологията и нейните причини, и това знание се прилага в клиничната психология за лечението на пациенти с психологически разстройства.

#### Военна психология
Военната психология изучава психическите качества и процеси на хората в отбранителна готовност. Анализира как им се отразява напрежението, способността им за вземане на решения в кризисни ситуации, както и инстинктите за самосъхранение.

#### Медицинска психология
Медицинската психология е прилагането на психологичните теории и изследвания към здравето, болестите и лечението. Докато клиничната психология се съсредоточава върху психическото здраве и неврологични болести, здравната психология се заема с много по-широк спектър от поведения, свързани със здравето, включително здравословно хранене, връзката доктор-пациент, разбирането на пациента за здравето му и силата на убеждението при болестите.

#### Инженерна психология
Инженерната психология наблюдава, описва и се опитва да разбере връзката човек-машина.

#### Клинична психология
Според различните автори предимно руската школа (Менделевич) разликата между клинична и медицинска психология няма, т.е.медицинска психология се нарича от лекари, а клинична от психолози, тази теза застъпва и Вл. Иванов в учебника си „Медицинска психология“. Според Тарабрина това не е така, медицинската психология се дели на клинична психология, патопсихология и психокорекция и психопрофилактика, а клиничната се дели на невропсихология, психосоматика и соматопсихология, неврозология и гранични състояния.
Клиничната психология е приложение на психопатологичните изследвания за разбиране, лечение и оценка на психопатологията, включително по поведенческите и здравните въпроси. Често е асоциирана с психотерапията и лекарствата, но лечението невинаги включва медикаменти и по-често се фокусира главно върху душевните проблеми.
Връзките на клиничната психология с други науки. предимно с медицината и в частност с Психиатрията като фокуса върху психичните заболяванията е различен т.е. медиците психиатри търсят повече соматичната основа на заболяването, (генетични връзки, регулация на ензими и др.), а психолозите търсят психологичния фактор.
друга област е неврологията т.е. неврокогнитивните психолози се занимават с локализацията на мозъчните нарушения (афазии, апраксии и агнозии).
Поведенческа неврология т.е.поведението на пациенти при различни мозъчни заболявания като за изследване се използват и инструментариум на клиничните психолози. клиничната психология е близка и с частнопсихологически области според Платонов клиничната психология изучава аномалната личност в нормални условия а авиационната и космическата психология изучават нормална личност при аномални екстремни условия. затова е близка и с т.нар. Психология на екстремните ситуации.
психология на здравето област от психологията занимаваща се с превенция и профилактика на психични заболявания.
медицинска педагогика област от педагогиката занимаваща се с обучителни проблеми при деца с разллични разстройства.
Психотерапия без психологичните основи тази област от лечителското изкуство нямаше да може да се развива.
Психологичната диагностика като част от общата медицинска диагностика.
други близки области пак частно психологични до медицинската психология (според руската школа) са психология на асоциалното поведение, невропсихология, семейна клинична психология, възрастова клинична психология, детска психология, геронтопсихология, консултативна психология.

#### Консултативна психология
Основна статия: Консултативна психология.
Консултативната психология анализира човешкия живот, като набляга върху емоционалните, социалните, ваканционните, образователните, здравните и професионалните проблеми. Тя помага на хората да се чувстват по-добре в средата, в която живеят и извършват определени действия. Различава се от клиничната психология по това, че се съсредоточава повече в ежедневни проблеми и стрес, а не върху психологични болести и аномалии. Консултативни психолози има в много университети, частни фирми и здравни центрове.

#### Педагогическа психология
Педагогическата психология, или психология на образованието, изучава как хората учат, ефективността на различните обучения, психология на преподаването и социална психология на училища и организации. Работата на педагози като Лев Виготски и Жан Пиаже е спомогнала много за изграждането на методи за преподаване и учене.

#### Психология на дейността
Психологията на дейността включва трудовата и организационна психология. Занимава се с трудовите процеси, управлението на човешките ресурси, изследването и подбирането на персонал, както и всички дейностни процеси, свързани със заетите лица. Дейностната психология е една от най-комплексните, защото обхваща почти всички други останали дялове.

#### Икономическа психология
Основна статия: Икономическа психология.

#### Психодиагностика
Психодиагностиката изучава методите, които позволяват най-прецизно да се изследват психическите характеристики на хората. Тук не става дума само за психични характеристики. Психодиагностиката по-скоро се занимава с психологически изследвания, насочени към подпомагане при определянето на психичното разстройство у даден човек. Крайната ѝ цел е подбиране на възможно най-ефективно и адекватно лечение.

#### Спортна психология
Спортната психология изучава професионалната дейност на спортистите и как тя може да бъде подобрена и описана чрез методите на психологията.

#### Трудова психология
Трудовата психология изследва психичните компоненти на трудовата дейност. Тя е един от най-новите дялове на психологията. Занимава се с подобряване, оценяване и предсказване на трудовото представяне, включва още социалната психология на работното място.

#### Юридическа психология
Юридическата психология прилага психологическите методи в юридическата сфера. Обикновено е свързана с кличинен анализ на някой индивид и провеждането на психо-юридически въпроси. Наблюдава как хората се съобразяват с правните норми и правилата на поведение. Работата на юридическия психолог е да разбере има ли връзка между определен инцидент и неврологични промени в мозъка на даден човек.

## Методи на изследване в психологията
Психологията разполага с множество различни методи за изследване на човешката психика. Ето някои от основните:
- наблюдение
- беседа
- контролирани експерименти
- дългосрочно изучаване
- неврологични методи
- психологически тестове
- интервюта
- анкети
- компютърно моделиране